# Oxynops monochroma
Oxynops monochroma är en tvåvingeart som först beskrevs av Wulp 1890.  Oxynops monochroma ingår i släktet Oxynops och familjen parasitflugor. Inga underarter finns listade i Catalogue of Life.